# 日本高等学校教職員組合
日本高等学校教職員組合（にほんこうとうがっこうきょうしょくいんくみあい、英語：Japan Senior High School Teachers Union（JSTU））は、日本の高等学校の教員およびその他の学校職員による教職員組合である。略称は、日高教（にっこうきょう、Nikkokyo）。都道府県単位の略称としては「高教組」（こうきょうそ）も用いられている。

## 概要
全教派と麹町派が存在したが、全教派は、2014年2月14日に開催した第30回定期大会において全日本教職員組合協議会（全教）との一体化を決定し、3月31日をもって解散した。現在、日高教として存在しているのは、麹町派のみである。

## 分裂までの歴史
日本最大の教職員組合である日本教職員組合（日教組）は、組合員の多くが小学校や中学校の教職員であることから、小・中学校重視の活動を続けてきた。これに不満を持っていた高等学校組合員も多く、文部省の打ち出した高校教員優遇政策に乗り、多くの単位労働組合が日教組を離脱しようとした。これに対し日教組は、傘下の高等学校教職員組合の連合組織を作って独立性を高め、つなぎ止めようとした。しかし、ほぼ半数の組合が日教組を離脱し、1950年4月8日に全日本高等学校教職員組合（略称は全高教）を組織した。とはいえ、分裂以降もたびたび日教組と共闘を続けている。
全高教は1956年5月9日に発展的解消をし、翌5月10日に中立系の4組合を加えて日本高等学校教職員組合となる。それ以後も日米安全保障条約や勤務評定反対運動を日教組と繰り広げる。だが、日高教の主導権は日教組との友好関係に批判的な左派が握っており、右派はたびたび左派の路線を批判するなど双方は対立していた。そんな中、1960年1月に右派の主導で日教組と教育研究集会を合同で開き、その年の2月には特別大会を開いて日教組との再合同を図った。だが、左派はそれに反発し、以降内部対立は深刻化する。そして1962年2月の大会で、ついに両派が分裂した。同じ日本高等学校教職員組合を名乗りながら、左派は一橋派、右派は麹町派として別の道を歩むこととなった。

## 分裂後から全教派の解散まで
分裂後はそれぞれ独自に活動を行っていたが、1991年に一橋派は日教組から離脱した組合で構成されていた全日本教職員組合協議会（協議会・全教）と組織統合し、全日本教職員組合（全教）を結成、日教組から離脱した高教組も加盟し全教の構成組織となった。2014年3月31日に全教派（一橋派：左派）は、全教への一体化により解散した。現在、日高教としては、麹町派（右派）のみが存続し、活動を行っている。

## 現在の組織

### 日本高等学校教職員組合
日本高等学校教職員組合（にほんこうとうがっこうきょうしょくいんくみあい 略称: 日高教、英語：Japan Senior High School Teachers Union（JSTU））は、『信義と友愛』を旗印に、｢是々非々｣｢不偏不党｣を堅持すると標榜しており、ストライキなど実力行使を排し、文部科学省など関係機関との交渉や関係団体への要請行動など穏健な活動を展開しているとしている。
一橋派（主流派）解散以前は「麹町派」「反主流派」とも称された。
分裂時は、14の単位労働組合が加盟していた。1969年に岩手県、石川県、大分県の3組合が日本教職員組合へ戻り、茨城県、埼玉県の2組合が解散し、山梨県の組合は離脱と、その勢力を弱めた。現在は、10組合（内友好単位労働組合2組合）が加盟している。文部科学省調査によれば、2014年10月1日現在、組合員数は約8,700人。厚生労働省調査では、同年6月30日現在の組織人員は約9,200人となっている。
現在、日本労働組合総連合会（連合）に友好参加組織として加盟しており、香川県高教組はこれを不満として、麹町派を脱退し、全教派に加盟した。
一橋派との分裂の経緯から、「日教組の別働隊」と見なす向きもあり、実際に一部単組では自治労・日教組との連携も見られるが、神奈川県立高教組や静岡県独立高教組、また、友好単位労働組合である福教連、大分県公高教のように、日教組系組合と競合、または対立関係にある組合も存在する。
公式ホームページでは全日教連加盟団体である福岡教育連盟の公式ホームページへのリンクも貼られている。
2015年5月27日の第113回定期大会にて、加盟単組のない都道府県の高校・中等教育学校・特別支援学校等の教職員（個人）を構成員とする｢日高教全国ユニオン｣を設置した。

#### 組織
本部組織
- 大会
- 中央委員会
- 中央執行部
  - 書記局
  - 賃対部
  - 教財部
  - 教文部
  - 専門部
    - 女性部
    - 特別支援教育部
    - 養護教員部
    - 現業職員部
    - 事務職員部
    - 実習教職員部
    - 学校司書部
    - 定通部
    - 日高教全国ユニオン（加盟単組のない都道府県の高校・特別支援学校等の教職員個人を対象）

加盟組合
- 福島県高等学校教職員組合（福島高教組）
- 栃木県高等学校教職員組合（栃高教組）
- 神奈川県立高等学校教職員組合（県立高教組）
- 静岡県独立高等学校教職員組合
- 島根県高等学校教職員組合（島根高教組）
- 徳島県高等学校教職員組合
- 愛媛県高等学校教職員組合（愛媛高教組）
- 高知県独立高等学校教職員組合（独教）

友好単位労働組合
- 福岡教育連盟（全日教連加盟）
- 大分県公立高等学校教職員組合（全日教連加盟[6]）

## 以前存在した組織

### 日本高等学校教職員組合全教派
日本高等学校教職員組合全教派（にほんこうとうがっこうきょうしょくいんくみあいぜんきょうは 略称: 日高教全教派、英語：Japan Senior High School Teachers Union（JSTU））は、過去に存在していた日本の教職員組合である。
「主流派」とも称される。本部事務局移転以前は「一橋派」とも称された。本部事務局を一橋の日本教育会館から、全教の建設した全国教育文化会館に移転したため、「一橋派」という名称は実状にそぐわなくなり、日本高等学校教職員組合全教派と称していた。
分裂時は、13の単位労働組合が加盟していた。1991年に全日本教職員組合協議会（協議会・全教）と組織統合し、全日本教職員組合（全教）を結成した。その時に協議会・全教の高教組も加わって、全教の構成組織となった。結成当時は、日教組高校部を凌ぐ、日本最大の高校教組になったと標榜していた。解散時点で29組合（内準加盟1）が加盟しており、組合員数は2007年10月文科省調査では約3万人となっている。
2014年3月31日をもって解散した。

#### 組織
本部組織
- 大会
- 中央執行委員会
  - 書記局
  - 専門部
    - 実習教員部
    - 現業職員部
    - 学校図書館職員部
    - 定通部

地方組織
- 地方ブロック協議会（詳しくは#加盟組合を参照）
  - 都道府県の単位組合
    - 地域ごとの単位組合
      - 学校ごとの単位組合

##### 加盟組合
特定の単組が独立していない限り、高等学校の教員の他、障害児学校教員、養護教員、実習教員、現業職員、事務職員、臨時的任用の教職員が加盟していた。原則的には、都道府県立の高等学校や特別支援学校の教職員が加盟していた。
- 北海道・東北地方ブロック協議会
  - 北海道高等学校教職員組合連合会（北海道高教組）
  - 青森県高等学校・障害児学校教職員組合（青森高教組）
  - 秋田県高等学校教職員組合（秋田高教組）
  - 宮城県高等学校教職員組合（宮城高教組）
  - 福島県立高等学校教職員組合（福島県立高教組）
- 関東・甲越地方ブロック協議会
  - 茨城県高等学校教職員組合（茨高教組）
  - 群馬県高等学校教職員組合（群馬高教組）
  - 埼玉県高等学校教職員組合（埼高教）
  - 山梨県高等学校教職員組合（梨高教）
  - 新潟県公立高等学校教職員組合（新潟公立高教組）
- 北陸・東海・中部地方ブロック協議会
  - 富山県高等学校教職員組合（富山高教組）
  - 長野県高等学校教職員組合（長野高教組）
  - 静岡県高等学校教職員組合（静岡高教組）
  - 愛知県高等学校教職員組合（愛高教）
  - 岐阜県教職員組合高校協議会（岐阜教組高校協議会）

- 近畿地方ブロック協議会
  - 滋賀県公立高等学校教職員組合（滋高教）
  - 京都公立高等学校教職員組合
    - 京都府立高等学校教職員組合（京都府高教）
    - 京都市立高等学校教職員組合（京都市高教）

  - 大阪府・市立高等学校教職員組合
    - 大阪府立高等学校教職員組合（大阪府高教）
    - 大阪市立高等学校教職員組合（大阪市高教）

  - 兵庫県高等学校教職員組合（兵庫高教組）
  - 和歌山県高等学校教職員組合（和高教）
- 中国・四国・九州地方ブロック協議会
  - 島根県公立高等学校教職員組合（島根公立高教組）
  - 岡山県高等学校教職員組合（岡山高教組）
  - 山口県高等学校教員組合（山口県高教組）
  - 香川県高等学校教職員組合（香川高教組）
  - 愛媛県高等学校教員組合（愛高教）
  - 高知県高等学校教職員組合（高知高教組）
  - 佐賀県高等学校教職員組合（佐高教組）
  - 長崎県高等学校教職員組合（長崎高教組）

準加盟
- 横浜市立高等学校教職員組合

その他
- 福井県高等学校教職員組合は日教組傘下であるが、「教組共闘連絡会」を通じて全教と協力関係にある。